# میمی کین
میمی کین (انگلیسی: Mimi Keene؛ زادهٔ ۵ اوت ۱۹۹۸) بازیگر اهل بریتانیا است. وی از سال ۲۰۱۰ میلادی تاکنون مشغول فعالیت بوده‌است. میمی در سریال آبکی ایست‌اندرز بی‌بی‌سی (۲۰۱۳–۲۰۱۵) در نقش سیندی ویلیامز بازی کرد و همچنین به‌عنوان بازیگر در سریال آموزش جنسی  (۲۰۱۹–تاکنون) با ژانر کمدی-درام در شبکه نتفلیکس ظاهر شد.
از فیلم‌ها یا برنامه‌های تلویزیونی که وی در آن نقش داشته‌است می‌توان به تالکین اشاره کرد.

## اوایل زندگی
کین در هرتفوردشر انگلستان به دنیا آمد. او از سال ۲۰۰۹ تا ۲۰۱۴ در آکادمی هنرهای تئاتر ایتالیا کونتی (انگلیسی: Italia Conti Academy of Theatre Arts) آموزش دیده‌است.

## فیلم‌شناسی
| سال        | عنوان                                | نقش                     | یادداشت‌ها                  |
| ---------- | ------------------------------------ | ----------------------- | -------------------------- |
| ۲۰۱۳       | مدرسه ای برای ستاره‌ها                | خودش                    | دو قسمت                    |
| ۲۰۱۳       | سدی جی                               | براندی می لو            | قسمت: "Dederama"           |
| ۲۰۱۳       | کسلوانیا: اربابان سایه - آینه سرنوشت | Eurayle, Steno و Medusa | بازی ویدیویی؛ صداپیشه      |
| ۲۰۱۳       | دختر ما                              | جید داوز                | قسمت: "خلبان"              |
| ۲۰۱۴       | کسلوانیا: اربابان سایه ۲             | Eurayle, Steno و Medusa | بازی ویدیویی؛ صداپیشه      |
| ۲۰۱۳–۲۰۱۵  | ایست‌اندرز                            | سیندی ویلیامز           | مجموعه تلویزیونی؛ ۱۲۲ قسمت |
| ۲۰۱۶       | تلفات                                | لانا وستمور             | قسمت: جزر و مد بالا        |
| ۲۰۱۷       | فرار                                 | مگان                    | فیلم کوتاه                 |
| ۲۰۱۹       | نزدیک                                | کلر                     | فیلم                       |
| ۲۰۱۹       | تالکین                               | جوانی ادیث تالکین       | فیلم                       |
| ۲۰۱۹–اکنون | آموزش جنسی                           | روبی متیوز              | نقش اصلی؛ ۱۶ قسمت          |

## جوایز و نامزدی‌ها
| سال  | جایزه                   | دسته               | اثر       | نتیجه    | منابع |
| ---- | ----------------------- | ------------------ | --------- | -------- | ----- |
| ۲۰۱۴ | The British Soap Awards | بهترین اجراگر جوان | ایست‌اندرز | نامزدشده | [ ۶ ] |
| ۲۰۱۵ | Inside Soap Awards      | بهترین بازیگر جوان | ایست‌اندرز | نامزدشده | [ ۷ ] |